# Мэхэн, Альфред Тайер
А́льфред Та́йер Мэхэ́н (англ. Alfred Thayer Mahan [ˈælfrɪd ˈθeɪər məˈhæn]; 27 сентября 1840, Уэст-Пойнт, Нью-Йорк — 1 декабря 1914, Куог, Нью-Йорк) — американский военно-морской теоретик и историк, контр-адмирал (1906), один из основателей геополитики.

## Биография
Окончил Военно-морскую Академию США (1859), участвовал в Гражданской войне 1861—1865 на стороне Севера. В 1886—1888 и 1892—1893 годах — президент военно-морского колледжа в Ньюпорте. В 1893—1895 годах командовал крейсером «Chicago», с 1896 — в отставке в чине капитана 2-го ранга.
До 1906 года продолжал активно сотрудничать с морским министерством. Неоднократно привлекался к участию в военных и дипломатических миссиях. Во время испано-американской войны 1898 года член Морского комитета по стратегии, в 1899 году — член американской делегации на Гаагской конференции. В 1908 году президент Т. Рузвельт назначил его членом комиссии по реорганизации морского министерства и председателем объединенного комитета по военно-морским делам.
Автор трудов с большим фактическим материалом, которые сформулировали закономерности войны на море. Одновременно с английским военно-морским теоретиком и историком Ф. Х. Коломбом обосновал теорию «морской мощи», или «морской силы» (англ. Sea Power). Согласно этой теории, завоевание господства на море признавалось основным законом войны и целью, обеспечивающей победу над противником и завоевание мирового господства.

## Теория «Морской силы»
Основные положения теории содержатся в серии трудов, в особенности в первом и самом важном труде «Влияние морской силы на историю 1660—1783» (1890).   Структура всех книг серии одинакова: вначале постулируются некие принципы, в последующих главах рассматривается подтверждающий их исторический материал.
Отталкиваясь от успехов Англии в парусную эпоху, Мэхэн проанализировал причины, приведшие Англию к победе, и объявил их необходимыми и достаточными.

### Принципы Мэхэна
Выделив главные, с его точки зрения, факторы, Мэхэн сводит их к нескольким простым принципам, доказывая, что остальные исторические явления для морской силы второстепенны.
1. Море не барьер, а дорога[4]. Всякий, кто рассматривает море как средство изоляции, как очень широкий «крепостной ров» между собой и соседом, в конце концов обнаруживает, что сосед уже поставил море себе на службу. То есть изоляционист неизменно проигрывает, так как добровольно отдаёт все выгоды тому, кто видит в море средство обмена.
2. Владение морем решает дело[5]. Начиная от Пунических войн, по Мэхэну, тот, кто владел морем, был способен не только одерживать победы, но и пользоваться их плодами, и как высшая цель — создавать жизнеспособные мировые империи. По нему, Ганнибал, Александр, Наполеон — примеры обратного. То есть, не понимая важности владения морем, они не удержали свои империи, несмотря на военный талант.
3. Морская сила — путь к владению морем. По Мэхэну, она состоит в свободе пользования морем и воспрещении пользования им для противника. Обе задачи обеспечиваются сильным флотом — в первую очередь военным, но также и торговым[4].
4. Основа морской силы — на суше. Как поддерживающая флоты экономика, так и базы, колонии и стратегически важные территории — её необходимые составляющие. При этом он, в частности, постоянно выступал за необходимость обретения морской мощи Соединёнными Штатами, в том числе сообщения между двумя океанами через Панамский канал (тогда ещё не построенный)[4].
5. Оборона своих берегов начинается у берегов противника — решающий характер наступления и глобальный характер войны[6] —
6. Важность «большой битвы» — война решается генеральным сражением[7].
7. Второстепенный, нерешительный характер крейсерской войны против торговли [8].

### Выводы Мэхэна
- Суть войны состоит в борьбе за морское господство.
- Главное внимание должно уделяться линейному флоту[6][9] — который, в свою очередь, должен стремиться уничтожить линейный флот противника в одном генеральном сражении. По Мэхэну, Трафальгар решил исход Наполеоновских войн.
- Нужны сознательные, последовательные усилия правительства в достижении этой цели как во время войны, так и до неё. То есть морская мощь должна быть частью большой политики.
- Если морское господство обеспечено (считай — линейный флот противника уничтожен), то обеспечена и защита торговли[8].

На деле французский флот при Трафальгаре (1805) был разбит, но не был полностью уничтожен. Однако Мэхэн утверждает, что последующая блокада его в портах англичанами была наступательным действием и дала тот же эффект.
Касаясь войны на коммуникациях, Мэхэн признаёт, что полностью блокировать крейсеры и приватиры невозможно, и конвоирование всё же необходимо, но не в ущерб генеральному сражению.

## Влияние на военно-морскую политику
Теория Мэхэна быстро нашла признание. У неё нашлось немало сторонников, причем в высоких эшелонах власти. В викторианской Англии теория стала официальной точкой зрения на будущую морскую войну. При этом лорды Адмиралтейства охотно принимали принцип главенства линейного флота, но полностью отметали конвои для защиты торговли. В прямом противоречии с Мэхэном они заявляли, что победа в генеральном сражении сама по себе станет защитой и сделает конвоирование ненужным. Подводная лодка была объявлена «не-английской» и «не-джентльменской», и лорды уговаривали себя и страну, что никто не прибегнет к такому «варварскому» оружию. Упорство в этом пункте стоило торговому флоту Англии в Первой мировой войне неоправданно больших потерь.
Быстро вооружавшаяся Германия тоже разделяла взгляды Мэхэна. Самыми влиятельными приверженцами были морской министр Альфред фон Тирпиц, и под его влиянием — кайзер Вильгельм II. Единственным отличием от английских взглядов было признание факта, что Германия находится в роли догоняющей страны и потому должна стремиться расколоть английский флот к генеральному сражению, чтобы затем разбить его по частям. Только после того, как Ютландское сражение не принесло решительной победы никому, Германия радикально поменяла морскую стратегию.
В Соединённых Штатах самым известным сторонником был президент Теодор Рузвельт, лично знавший Мэхэна по лекциям в Военно-морском колледже. Два его детища — Панамский канал и Великий белый флот — появились в полном соответствии со взглядами Мэхэна. К началу войны в Военно-морском Комитете США считалось общепризнанным, что:

Мощь флота измеряется числом и боеспособностью крупных боевых кораблей, а именно линкоров.— 
Несмотря на результаты Ютландского сражения, в межвоенный период морские державы не отказались от представления о крупных кораблях как основе флота. Линкорам по-прежнему уделялось главное внимание. Так, в Англии на авианосцы смотрели только как на средство повредить, замедлить линкоры противника, чтобы вынудить их к артиллерийскому бою.
Германия, вынужденная по условиям Версальского мира прекратить строительство линейного флота и рассматривать войну лёгкими силами, тем не менее сохранила мечту. Лично Гитлер не придавал борьбе на море первостепенного значения, но военно-морское руководство, и прежде всего адмирал Эрих Редер, ухватилось за строительство «большого флота», как только Гитлер в 1935 году дал ему такую возможность.
Италия, традиционно отличавшаяся быстрыми кораблями, сознательно сосредоточилась на создании линкоров со скоростью на 1÷2 узла выше британских и французских, забросив авианосцы и отодвинув на последнее место подводные лодки.
Особенное внимание доктрине Мэхена уделили в Японии, где идея решающего сражения — Kantai Kessen — была положена в основу всей военно-морской стратегии и оставалась краеугольным камнем вплоть до полного разгрома японского флота во Вторую мировую войну. При этом Япония, следуя за остальными, довела идею линкора до крайнего выражения. Созданные ею линейные корабли типа «Ямато» остались непревзойдёнными по размеру, калибру орудий и толщине брони. Однако, сосредоточившись на идее одного большого, решительного сражения, японские адмиралы в значительной мере игнорировали другие критические вопросы, из-за чего стратегия в итоге оказалась ущербной.
Опыт Второй мировой войны выявил ведущую роль подводных лодок и авиации и заставил флоты перестраиваться на ходу. Однако следует заметить, что принципиальный тезис Мэхена о том, что господство на море завоевывается в решающем сражении кораблей основного класса, оказался верен и был подтверждён в ходе войны в Атлантике и войны на Тихом океане с той лишь разницей, что вместо линкоров позиции заняли авианосцы. Действия немецких и итальянских подлодок, лёгких сил и береговой авиации, хотя и наносили существенный урон, тем не менее никогда не были в состоянии подорвать мощь британского флота. Исход же американо-японского противостояния решился (в полном соответствии с Мэхеном) в серии крупномасштабных сражений с использованием наиболее мощных кораблей — авианосцев.
Однако последним и самым упорным сторонником идей Мэхэна оказался Советский Союз, точнее, лично Сталин. Уже в послевоенные годы, игнорируя опыт войны, он приказал создать флот, в основе которого были бы 5 линкоров, так называемый план «5-25-250». Осуществление плана прекратилось только со смертью Сталина.

## Научное наследие
Теория Мэхэна породила множество последователей. Попытки приспособить её к современным условиям не прекращаются с момента её опубликования. Хотя опыт двух мировых войн показал ограниченную состоятельность принципов «большой битвы» и «второстепенности крейсерской войны» в связи с техническими нововведениями, подобные исследования, продолжают выходить. Причина — стремление создать стройную теорию военно-морской геополитики. 

Часть принципов и выводов Мэхэна остались актуальны, в то время как другие устарели или оказались лишь отчасти верными. Например, где у Мэхэна говорится об «обороне своих берегов у чужих», у Тангреди: 
Америка — это остров. Большой, но всё же остров. Наша способность влиять на мировые события зависит от способности применять все возможности наших кораблей — в любой момент и в любом месте.
Не остались в стороне и советские теоретики. Вышедшая впервые в 1975 г. программная книга за подписью адмирала С. Г. Горшкова, хотя и подставляет новый контекст в понятие и содержание морской мощи, но во многом похожа на труды Мэхэна, вплоть до композиции.
У всех имеющихся «мэхэнианских» теорий есть общий недостаток — они оставляют часть фактов вне рассмотрения и потому годятся как объяснение прошлого, но не как инструмент для планирования в будущем.
Имя USS Mahan носили последовательно 4 американских эсминца. В Военно-морской академии в Аннаполисе имеется корпус его имени (англ. Mahan Hall).

## Список основных трудов
- В проекте «Гутенберг»:
  - The Gulf and Inland Waters. The Navy in the Civil War. (1883) (англ.)
  - The Influence of Sea Power Upon History, 1660−1783. (1890; Boston, Little, Brown & Co. 1893. link) (англ.)
  - Admiral Farragut. (1892) (англ.)
  - The Interest of America in Sea Power, Present and Future. (1890−1897) (англ.)
  - The Life of Nelson: The Embodiment of the Sea Power of Great Britain. (1897) (англ.)
  - Story of the War in South Africa 1899−1900. (1900) (англ.)
  - Types of Naval Officers Drawn from the History of the British Navy. (1893−1901) (англ.)
  - Sea Power in its Relations to the War of 1812. (1905) (англ.)
  - From Sail to Steam, Recollections of Naval Life. (1906) (англ.)
  - The Major Operations of the Navies in the War of American Independence. (1913) (англ.)
- Также:
  - Lessons of the War with Spain: And Other Articles. (1899) (англ.)
  - The Influence of Sea Power Upon the French Revolution, 1793−1812. (1905) (англ.)